# Carterdoktrinen
Carterdoktrinen var en amerikansk politik for regionen omkring den Persiske Golf. Doktrinen blev fremført første gang i præsident Jimmy Carters tale til nationen 23. januar 1980. I talen sagde han, at USA fremover ville anvende den fornødne magt til at forsvare sine nationale interesser i golfregionen. Doktrinen var en reaktion på Sovjetunionens invasion af Afghanistan i 1979, og målet var at bremse Moskvas ambitioner i de olierige golfstater.
Carter sagde, at de sovjetiske tropper i Afghanistan udgjorde en "alvorlig trussel mod den frie handel med mellemøstens olie." Carter fortsatte:
| Citat | "Vor stilling i sagen er helt klar: Et forsøg udefra på at tage kontrollen med den Persiske Golf-region vil blive set som et angreb på vitale amerikanske interesser, og et sådant angreb vil blive slået tilbage med alle nødvendige midler." | Citat |
|       | |       |

Denne kernesætning i Carterdoktrinen blev skrevet af Zbigniew Brzezinski, præsident Carters nationale sikkerhedsrådgiver. Brzezinski formede Carterdoktrinen efter Trumandoktrinen og insisterede på, at sætningen skulle inkluderes, "for at gøre det helt klart, at Sovjetunionen skulle holde sig fra den Persiske Golf."
Historikeren Daniel Yergin mener, at Carterdoktrinen "har slående ligheder" med en britisk deklaration fra 1903, hvori den britiske udenrigsminister Lord Landsdowne advarede Rusland og Tyskland om, at Storbritannien ville sætte sig til modværge, hvis de etablerede en flådebase i den Persiske Golf.

## Implementering
Fordi USA ikke havde nogen betydelig militær kapacitet i golfregionen, da doktrinen blev fremført, blev den kritiseret for ikke at være bakket op af militær styrke. Carter-regeringen begyndte at opbygge en reaktionsstyrke, der med tiden blev til CENTCOM. USA udvidede sin flådestyrke i den Persiske Golf og det Indiske Ocean.
Præsident Ronald Reagan udvidede doktrinen i oktober 1981 og hævdede, at USA ville beskytte Saudiarabien, hvis sikkerhed var truet af krigen mellem Iran og Irak.
Doktrinen, med Reagans tilføjelser, resulterede i Golfkrigen i 1991, hvor amerikanske tropper først beskyttede Saudiarabien, og derefter befriede Kuwait fra irakisk besættelse.